# Lill-Tjäderbergstjärnen
Lill-Tjäderbergstjärnen är en sjö i Lycksele kommun i Lappland och ingår i Umeälvens huvudavrinningsområde. Sjön har en area på 0,128 kvadratkilometer och ligger 253,6 meter över havet.

## Delavrinningsområde
Lill-Tjäderbergstjärnen ingår i det delavrinningsområde (716479-164580) som SMHI kallar för Utloppet av Stor-Tjäderbergstjärnen. Medelhöjden är 295 meter över havet och ytan är 5,07 kvadratkilometer. Det finns inga avrinningsområden uppströms utan avrinningsområdet är högsta punkten. Vattendraget som avvattnar avrinningsområdet har biflödesordning 4, vilket innebär att vattnet flödar genom totalt 4 vattendrag innan det når havet efter 155 kilometer. Avrinningsområdet består mestadels av skog (85 procent). Avrinningsområdet har 0,41 kvadratkilometer vattenytor vilket ger det en sjöprocent på 6,1 procent.